# 黒須洋嗣
黒須 洋嗣（くろす ひろつぐ、1966年1月26日 - ）は、振付家、俳優でTHE CONVOY（ザ・コンボイ）のメンバー。
埼玉県大宮市（現在のさいたま市）出身。愛称はXROSS（クロス）。

## 来歴
- 1985年、マイケル・ジャクソンに憧れて、ジャズダンスを始める。その後、室町あかねなどに師事。
- 1987年、ニューヨークへダンス留学。
- 1989年、CBS系のテレビ番組「STAR SERCH '89」オーディションを受け合格。6週連続勝ち抜き、その年のダンス部門グランドチャンピオンになる。その後、ロサンゼルスのBOBBY BALL AGENCYに所属し、ハーブ・アルパートのプロモーションビデオなどに出演。
- 1992年、帰国し、数々のアーティストのコンサート、TV、CMの振付を担当するようになる。
- 1998年、THE CONVOYのメンバーとして参加。
- XROSS ACT、ウグイス谷歌謡カーニバルなど、出演・振付の他、脚本・構成も担当することもある。
- 2009年、文化学院で講師も勤める。

## 主な振付

### アーティスト
- コーヒー・ルンバ（1992年、YO-CO）
- GOLDFINGER '99（1999年、郷ひろみ）
- 愛より速く（2005年、郷ひろみ）
- BANG! BANG! バカンス!（2005年、SMAP）
- Triangle（2005年、SMAP）
- Dear WOMAN（2006年、SMAP）
- FUNKY TOWN（2007年、安室奈美恵）
- 男願 Groove!（2009年、郷ひろみ）

他多数。

### CM
- ロッテ XYLISH
- グリコ プッチンプリン

他多数。

### 映画
- 恋に唄えば♪（2002年）

## 出演

### 舞台
- CHICAGO
- 天聖八剣伝
- XROSS ACT1「Wonderful World」
- XROSS ACT2「DOGWOOD Club」
- XROSS ACT3「DOGWOOD Club 〜星ノ記憶〜」（2006年）
- 輝け! 第1回ウグイス谷歌謡カーニバル
- 煌めく! 第2回ウグイス谷歌謡カーニバル　（2007年）
- DANCE PERFORMANCE・The Museum（2010年）
- SAMURAI 7（2015年） - ゴロベエ 役
- ダイヤのA（2015年） - J・アニマル・M 役
- 劇団めばち娘『ツチノコの嫁入り』（2015年）[1]
- ブロードウェイミュージカル『スウィート・チャリティ』（2016年9月 - 10月、天王洲銀河劇場） - ダディ・ブルーベック 役 [2]
- 斑鳩の王子 -戯史 聖徳太子伝-（2024年）[3]

### 映画
- デボラがライバル（1997年）
- 菊次郎の夏（1999年） - 車の女の恋人役

### テレビドラマ
- 月曜ゴールデン（TBS）
  - 探偵 左文字進12（2008年6月16日）
  - 西村京太郎サスペンス 十津川警部シリーズ42「九州ひなの国殺人ルート」（2009年9月28日） - 中山英次（経済学者） 役
- 君が獣になる前に 第9話（2024年6月1日、テレビ東京） - 柳の上司 役[4]